# Puchar Ameryki Południowej w narciarstwie alpejskim 2019
Sezon 2019 Pucharu Ameryki Południowej w narciarstwie alpejskim rozpoczął się 5 sierpnia w argentyńskim Cerro Catedral. Ostatnie zawody z tego cyklu zostały rozegrane 5 października 2019 roku w chilijskim ośrodku narciarskim Corralco. Rozegranych zostało 15 konkursów dla kobiet i dla mężczyzn.

## Puchar Ameryki Południowej w narciarstwie alpejskim kobiet
Wśród kobiet Pucharu Ameryki Południowej broniła Argentynka Macarena Simari Birkner. W obecnej edycji triumfowała Rosjanka Jelena Jakowiszina.
W poszczególnych klasyfikacjach tryumfowały:
- zjazd:  Jelena Jakowiszina
- slalom:  Mialitiana Clerc
- gigant:  Jelena Jakowiszina
- supergigant:  Jelena Jakowiszina
- superkombinacja:  Jelena Jakowiszina

## Puchar Ameryki Południowej w narciarstwie alpejskim mężczyzn
Wśród mężczyzn Pucharu Ameryki Południowej bronił Słoweniec Klemen Kosi. W tegorocznej edycji triumfował Argentyńczyk Cristian Javier Simari Birkner.
W poszczególnych klasyfikacjach tryumfowali:
- zjazd:  Cristian Javier Simari Birkner
- slalom:  Lars Kuonen
- gigant:  Alejandro Puente Tasias
- supergigant:  Henrik von Appen
- superkombinacja:  Henrik von Appen